# Sesoko-jima
Sesoko ou Shisuku (瀬底島, Sesoko-jima) est une île de la municipalité de Motobu, dans le district de Kunigami de la préfecture d'Okinawa, au Japon.

## Géographie
Sesoko est située dans la mer de Chine orientale, au nord de l'île d'Okinawa. Elle est à 4,4 km de Sakimotobu et 4,5 km de Motobu. L'île a 8 km de circonférence. Elle est séparée de l'île de Minna par un bras de mer dont la profondeur atteint 90 m.

## Transports

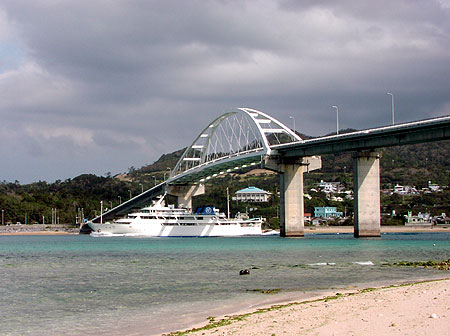
Pont Sesoko Ohashi.

L'île de Sesoko est accessible, de Motobu, par la route préfectorale 172 d'Okinawa, grâce au pont Sesoko Ohashi, ouvert le 13 février 1985 et long de 762 m. Avant la construction du pont, la desserte se fait par des ferries.
L'île est desservie par des bus nos 65, 66, 70 et 76. Ceux-ci effectuent 47 rotations quotidiennes, en semaine, et 40 en période de vacances. L'aérodrome le plus proche est celui de Ie-jima, à 18,9 km.

## Sites et monuments
Sesoko est fréquentée pour sa plage de sable blanc, longue d'environ 650 m, sur la côte ouest.

## Enseignement
Sesoko possède une école primaire.

## Sciences

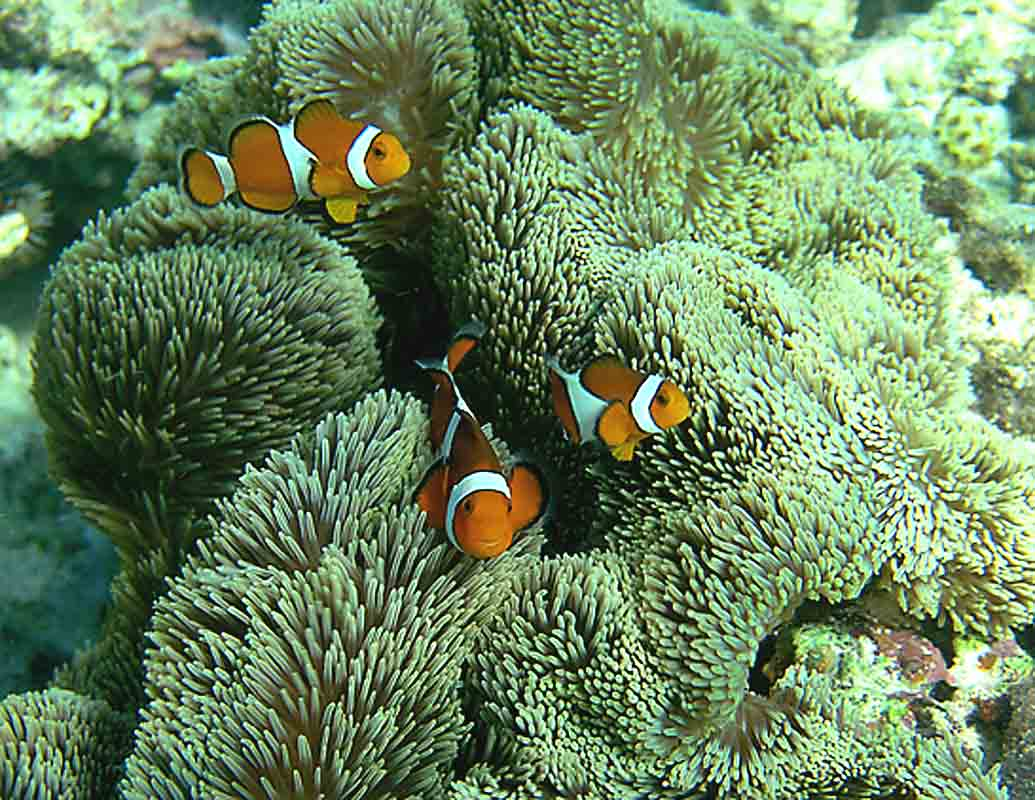
Poissons-clowns Amphiprion ocellaris, dans le récif corallien de Sesoko.

Sesoko héberge une station du Centre de recherche sur la biosphère tropicale de la faculté des sciences des Ryukyu. Le Centre mène des recherches biologiques et environnementales sur les milieux tropicaux et subtropicaux, notamment sur la vie animale abritée par les récifs coralliens et les mangroves. Il est dirigé par deux professeurs associés.

## Faune et flore
Parmi les poissons de Sesoko, on peut observer le poisson-clown (Amphiprion ocellaris). On trouve aussi les foraminifères Alveolinella quoii, Calcarina gaudichaudii, Dendritina zhengae, Amphisorus hemprichii, Planostegina longisepta, Operculina ammonoides, Marginopora kudakajimaensis, Planoperculina heterosteginoides, Cycloclypeus carpenteri gamont, Baculogypsina spherulata et Borelis schlumbergeri.
À terre, le crabe de cocotier est présent. 
Le taureau fait partie des animaux domestiques élevés sur l'île.

## Environnement
Un projet de construction d'installations touristiques sur la plage de Sesoko est abandonné en 2008, pour des raisons financières. La pollution marine et les changements des écosystèmes sont des préoccupations importantes.

## Culture
Le film Otoko wa tsurai yo: Torajirō haibisukasu no hana (男はつらいよ 寅次郎ハイビスカスの花) de Yōji Yamada, est tourné à Sesoko.

## Langues
Sur Sesoko, on parle le kunigami.

## Tourisme
Sesoko possède un camping et des hôtels.

## Sports
On pratique la plongée sous-marine à Sesoko, ainsi que la natation et la voile.